# Eois golosata
Eois golosata är en fjärilsart som beskrevs av Paul Dognin 1893. Eois golosata ingår i släktet Eois och familjen mätare. Inga underarter finns listade i Catalogue of Life.